# Élections législatives de 2007 en Corrèze
Les élections législatives françaises de 2007 se déroulent les 10 et 17 juin 2007. Dans le département de la Corrèze, trois députés sont à élire dans le cadre de trois circonscriptions.

## Élus
| Circonscription | Député sortant     | Parti | Parti | Député élu ou réélu | Parti | Parti |
| --------------- | ------------------ | ----- | ----- | ------------------- | ----- | ----- |
| 1re             | François Hollande  |       | PS    | François Hollande   |       | PS    |
| 2e              | Frédéric Soulier   |       | UMP   | Philippe Nauche     |       | PS    |
| 3e              | Jean-Pierre Dupont |       | UMP   | Jean-Pierre Dupont  |       | UMP   |

## Résultats

### Résultats au niveau départemental
| Parti                                       | Parti                                | Premier tour | Premier tour | Second tour | Second tour | Sièges |
| Parti                                       | Parti                                | Voix         | %            | Voix        | %           | Sièges |
| ------------------------------------------- | ------------------------------------ | ------------ | ------------ | ----------- | ----------- | ------ |
|                                             | Parti socialiste                     | 48 692       | 37,85        | 70 162      | 53,53       | 2      |
|                                             | Parti communiste français            | 7 568        | 5,88         |             |             | 0      |
|                                             | Les Verts                            | 2 032        | 1,58         | 0           |             |        |
|                                             | Gauche parlementaire                 | 58 292       | 45,31        | 70 162      | 54,12       | 2      |
|                                             |                                      |              |              |             |             |        |
|                                             | Union pour un mouvement populaire    | 52 094       | 40,49        | 59 474      | 45,37       | 1      |
|                                             | Mouvement pour la France             | 1 754        | 1,36         |             |             | 0      |
|                                             | Majorité présidentielle              | 53 848       | 41,86        | 59 474      | 45,88       | 1      |
|                                             |                                      |              |              |             |             |        |
|                                             | UDF–Mouvement démocrate              | 7 241        | 5,63         |             |             | 0      |
|                                             | Extrême gauche dont LCR, LO et PT    | 3 613        | 2,81         | 0           |             |        |
|                                             | Front national                       | 2 166        | 1,68         | 0           |             |        |
|                                             | Chasse, pêche, nature et traditions  | 2 145        | 1,67         | 0           |             |        |
|                                             | Divers                               | 1 119        | 0,87         | 0           |             |        |
|                                             | Le Trèfle - Les nouveaux écologistes | 221          | 0,17         | 0           |             |        |
|                                             |                                      |              |              |             |             |        |
| Inscrits                                    | Inscrits                             | 187 593      | 100,00       | 187 551     | 100,00      | 3      |
| Abstentions                                 | Abstentions                          | 55 842       | 29,77        | 53 539      | 28,55       |        |
| Votants                                     | Votants                              | 131 751      | 70,23        | 134 012     | 71,45       |        |
| Blancs et nuls                              | Blancs et nuls                       | 3 106        | 2,36         | 4 376       | 3,27        |        |
| Exprimés                                    | Exprimés                             | 128 645      | 97,64        | 129 636     | 96,73       |        |
| Source : Ministère de l'Intérieur - Corrèze |                                      |              |              |             |             |        |

### Résultats par circonscription

#### Première circonscription (Tulle)
| Candidat       | Candidat                        | Parti          | Premier tour | Premier tour | Second tour | Second tour |  |
| Candidat       | Candidat                        | Parti          | Voix         | %            | Voix        | %           |  |
| -------------- | ------------------------------- | -------------- | ------------ | ------------ | ----------- | ----------- |  |
|                | François Hollande sortant réélu | PS             | 20 879       | 44,38        | 28 494      | 60,3        |  |
|                | Jean-Pierre Decaie              | UMP            | 16 219       | 34,48        | 18 760      | 39,7        |  |
|                | Dominique Grador                | PCF            | 3 315        | 7,05         |             |             |  |
|                | Michel Lagrave                  | UDF–MoDem      | 2 245        | 4,77         |             |             |  |
|                | Laura Meunier                   | FN             | 833          | 1,77         |             |             |  |
|                | Pierre Giry                     | MPF            | 718          | 1,53         |             |             |  |
|                | Yolande Verp                    | CPNT           | 676          | 1,44         |             |             |  |
|                | Muriel Padovani-Lorioux         | Les Verts      | 554          | 1,18         |             |             |  |
|                | Jeanne Wachtel                  | LCR            | 546          | 1,16         |             |             |  |
|                | Georges Bachellerie             | PT             | 225          | 0,48         |             |             |  |
|                | Christianne Debernard           | LT-LNÉ         | 221          | 0,47         |             |             |  |
|                | Marie-Thérèse Coinaud           | LO             | 213          | 0,45         |             |             |  |
|                | Bernadette Rivault              | Divers         | 206          | 0,44         |             |             |  |
|                | Jean-Paul Chailloux             | Extrême gauche | 195          | 0,41         |             |             |  |
|                | Laurent Barreyre                | Divers         | 0            | 0            |             |             |  |
|                |                                 |                |              |              |             |             |  |
| Inscrits       | Inscrits                        | Inscrits       | 65 958       | 100,00       | 65 946      | 100,00      |  |
| Abstentions    | Abstentions                     | Abstentions    | 17 831       | 27,03        | 17 065      | 25,88       |  |
| Votants        | Votants                         | Votants        | 48 127       | 72,97        | 48 881      | 74,12       |  |
| Blancs et nuls | Blancs et nuls                  | Blancs et nuls | 1 082        | 2,25         | 1 627       | 3,33        |  |
| Exprimés       | Exprimés                        | Exprimés       | 47 045       | 97,75        | 47 254      | 96,67       |  |

#### Deuxième circonscription (Brive-la-Gaillarde)
| Candidat       | Candidat                  | Parti          | Premier tour | Premier tour | Second tour | Second tour |  |
| Candidat       | Candidat                  | Parti          | Voix         | %            | Voix        | %           |  |
| -------------- | ------------------------- | -------------- | ------------ | ------------ | ----------- | ----------- |  |
|                | Frédéric Soulier sortant  | UMP            | 19 268       | 42,83        | 22 251      | 49,06       |  |
|                | Philippe Nauche élu       | PS             | 15 725       | 34,95        | 23 106      | 50,94       |  |
|                | Jean-Claude Deschamps     | UDF–MoDem      | 3 177        | 7,06         |             |             |  |
|                | Jean Prat                 | PCF            | 2 128        | 4,73         |             |             |  |
|                | Françoise Moreau          | FN             | 1 333        | 2,96         |             |             |  |
|                | Evelyne Simon             | Les Verts      | 909          | 2,02         |             |             |  |
|                | William Mazerm            | LCR            | 600          | 1,33         |             |             |  |
|                | Claire Roborel de Climens | MPF            | 594          | 1,32         |             |             |  |
|                | Sébastien de Pierpont     | CPNT           | 524          | 1,16         |             |             |  |
|                | Bruno Ratie               | LO             | 363          | 0,81         |             |             |  |
|                | Claude Jarry des Loges    | Divers         | 208          | 0,46         |             |             |  |
|                | Alexis Lacroix            | Extrême gauche | 162          | 0,36         |             |             |  |
|                |                           |                |              |              |             |             |  |
| Inscrits       | Inscrits                  | Inscrits       | 69 686       | 100,00       | 69 666      | 100,00      |  |
| Abstentions    | Abstentions               | Abstentions    | 23 666       | 33,96        | 22 871      | 32,83       |  |
| Votants        | Votants                   | Votants        | 46 020       | 66,04        | 46 795      | 67,17       |  |
| Blancs et nuls | Blancs et nuls            | Blancs et nuls | 1 029        | 2,24         | 1 438       | 3,07        |  |
| Exprimés       | Exprimés                  | Exprimés       | 44 991       | 97,76        | 45 357      | 96,93       |  |

#### Troisième circonscription (Ussel)
| Candidat       | Candidat                         | Parti          | Premier tour | Premier tour | Second tour | Second tour |  |
| Candidat       | Candidat                         | Parti          | Voix         | %            | Voix        | %           |  |
| -------------- | -------------------------------- | -------------- | ------------ | ------------ | ----------- | ----------- |  |
|                | Jean-Pierre Dupont sortant réélu | UMP            | 16 607       | 45,36        | 18 562      | 50,13       |  |
|                | Martine Leclerc                  | PS             | 12 088       | 33,02        | 18 463      | 49,87       |  |
|                | Jean-Louis Faure                 | PCF            | 2 125        | 5,8          |             |             |  |
|                | Sylvain Garant                   | UDF–MoDem      | 1 819        | 4,97         |             |             |  |
|                | Régis Nouaille                   | CPNT           | 945          | 2,58         |             |             |  |
|                | Pierre Seigneur                  | LCR            | 690          | 1,88         |             |             |  |
|                | Jean-Claude Simiot               | Les Verts      | 569          | 1,55         |             |             |  |
|                | Antoine d'Aguanno                | MNR            | 466          | 1,27         |             |             |  |
|                | Jean-Louis Roger                 | MPF            | 442          | 1,21         |             |             |  |
|                | Jacques Chastagnol               | Extrême gauche | 320          | 0,87         |             |             |  |
|                | Jean-Jacques Lacarrère           | LO             | 299          | 0,82         |             |             |  |
|                | Gérard Gascou                    | Divers         | 239          | 0,65         |             |             |  |
|                | Colette Bergounioux              | Divers         | 0            | 0            |             |             |  |
|                |                                  |                |              |              |             |             |  |
| Inscrits       | Inscrits                         | Inscrits       | 51 949       | 100,00       | 51 939      | 100,00      |  |
| Abstentions    | Abstentions                      | Abstentions    | 14 345       | 27,61        | 13 603      | 26,19       |  |
| Votants        | Votants                          | Votants        | 37 604       | 72,39        | 38 336      | 73,81       |  |
| Blancs et nuls | Blancs et nuls                   | Blancs et nuls | 995          | 2,65         | 1 311       | 3,42        |  |
| Exprimés       | Exprimés                         | Exprimés       | 36 609       | 97,35        | 37 025      | 96,58       |  |